# 伊勢命神社
伊勢命神社（いせみことじんじゃ）は、島根県隠岐郡隠岐の島町に鎮座する神社である。『延喜式神名帳』隠岐国穏地郡に「伊勢命神社 名神大」と記載された式内社（名神大社）で、社格は旧郷社。鎮座地は島後の北端にあたる。

## 社名
寛文7年（1667年）の『隠州視聴合紀』以後の諸書は全て「内宮（ないぐう）」あるいは「内宮大明神」と記し、近世には伊勢の皇大神宮（内宮）の別社のごとく見られていたが、なお祭神を「伊勢命」とするなど古伝を失わなかったため、明治になってから『延喜式神名帳』に従って「伊勢命神社」に復した。

## 祭神
- 伊勢命

他に見えない隠岐国独自の神であるが、その神名や磯部との関係から、海人を介して伊勢地方と深く繋がる神であろうとされている。また祈雨に効験があるとの信仰もある。

## 由緒
社家の伝えによれば、伊勢族が隠岐島に来住した当初、毎夜に海上を照らしながらやって来る神火（怪しい火）があり、それが現鎮座地の南西5.5km隔たった字仮屋の地に留まるので、その地に小祠を建てて祖神である伊勢明神を勧請奉斎したところ神火の出現も止んだといい、その祠を後に現在地に遷座したものであるという。
正倉院文書の天平4年（732年）『隠岐国正税帳』には役道（穏地）郡の少領として磯部直万得という名が見え、また島前ではあるが平城宮出土木簡に知夫利評（ちぶりのこおり）の石部（いそべ）真佐支という名が見えるので、隠岐国に磯部（石部）が置かれていたことがわかる。磯部は『古事記』応神天皇段に海部（あまべ）とともに設置されたと記す「伊勢部」の事と見られ、海部と同じく漁猟を職とする部民であったが、海部が西国を主に広く分布するのに対し、磯部（伊勢部）は伊勢を本拠地として東国を中心に広く分布したとされ、また伊勢の地名も「磯」に基づくものであるとされることから、磯部を介した伊勢との関係がうかがえ、特に当神社の鎮座する穏地郡の磯部氏が郡少領を務めるほどの有力者であったらしいことから、当神社の創祀には磯部氏を頂点とする海民の動きがあったものとも推定されている。
早くから中央に知られた神社であり、『続日本後紀』嘉祥元年（848年）11月壬申（16日）条に、「しばしば霊験ある」によって「明神（ママ）の例に預かる」と載せ、六国史に名神大社列格の理由を明示する数少ない例ともなっており、延喜の制でも国幣大社（名神大社）とされた隠岐国4大社の1社であるが、『隠岐国神名帳』の穏地郡には見えない。
中世以降は武家によって崇敬されて来たといい、寛正3年（1462年）の重栖（おもす）清重による会串田という名の田地の寄進、元亀元年（1570年）の隠岐国守護を称する佐々木為清による太刀1口の奉納、慶長12年（1607年）の松江藩主堀尾吉晴の山林の寄進などが知られる。近世の社領地は石高2石であった。
明治5年（1872年）郷社に列し、戦後は神社本庁に参加している。

## 神事
- 例祭（7月26日） - 夜を徹して神楽が行われ、また隔年で神幸祭が行われる。神幸のある年を「本祭り」、ない年を「裏祭り」という。祭日は明治以前は6月2日であったが、太陽暦施行後に7月16日に改め、更に現行日に改められた。
- 久見神楽（7月26日または25日） - 本祭りの場合は例祭日の夜から、裏祭りの場合は例祭前夜から奉納される。国の選択無形民俗文化財、島根県の無形民俗文化財に指定。（詳細は島後久見神楽参照）

なお、神社の近辺に放生会田、会串田、鏡餅田などの地名があることから、かつては両部神道による神事が行われていたと推測されている。

## 神職
古くは伊勢または磯部姓の者が掌ったと思われるが、近世以降は八幡氏によって継承されている。同氏は明治初年の『嶋後神社取調帳』に「但、家筋世代不知」と記されている。

## 社殿
本殿は天保12年（1841年）の造替にかかる隠岐造、屋根は昭和になって銅板葺とされた。他に拝殿や随神門、神楽殿などがある。

## 文化財

### 町指定
- 本殿及び拝殿 - 隠岐の島町有形文化財（平成7年（1995年）指定）